# エマヌエル・ロイツェ
エマヌエル・ロイツェ（Emanuel Gottlieb Leutze、1816年5月24日 - 1868年7月18日）はドイツ生まれのアメリカ合衆国の画家である。『デラウェア川を渡るワシントン』などアメリカの歴史を題材にした有名な絵画を描いた。

## 略歴
当時ヴュルテンベルク王国領であった南ドイツのシュヴェービッシュ・グミュントで生まれた。9歳の時、家族とアメリカ合衆国に移住してきた。14歳で父親を亡くし肖像画を売って家計を助けた。18歳で肖像画家ジョン・ルーベンス・スミスの画塾で学び、肖像画家の技術を高め、ワシントンの政治家の肖像画を描くことで、資金を得て、1841年に本格的に美術を学ぶためにドイツのデュッセルドルフに渡った。デュッセルドルフ美術アカデミーに入学しカール・フリードリヒ・レッシングらに学ぶが、1年で止め、1842年からミュンヘンに移った。その後ウィーン、ローマに滞在した後、1845年にデュッセルドルフに戻った。1845年に結婚し、翌年娘が生まれた。ドイツにいる間にもアメリカの歴史上の出来事を題材に描いていた。1852年にベルリンで開かれた、プロイセン王立美術アカデミーの展覧会で大賞を受賞した。
ロイツェのドイツでの画家としての活躍によって、多くのアメリカ人画家がデュッセルドルフで学ぶことになり、ロイツェの指導を受けた。その中にはジョージ・カレブ・ビンガム、ウィリアム・スタンレー・ヘーゼルタイン、ウィリアム・モリス・ハント、イーストマン・ジョンソン、 ワージントン・ウィットレッジ、チャールズ・ウィマー、リチャード・ケートン・ウッドヴィルといった画家がいた。
1859年にアメリカに戻り、1860年にはアメリカ合衆国議会議事堂の壁画を描いた。後年、ナショナル・アカデミー・オブ・デザインの会員に選ばれた。

## 作品

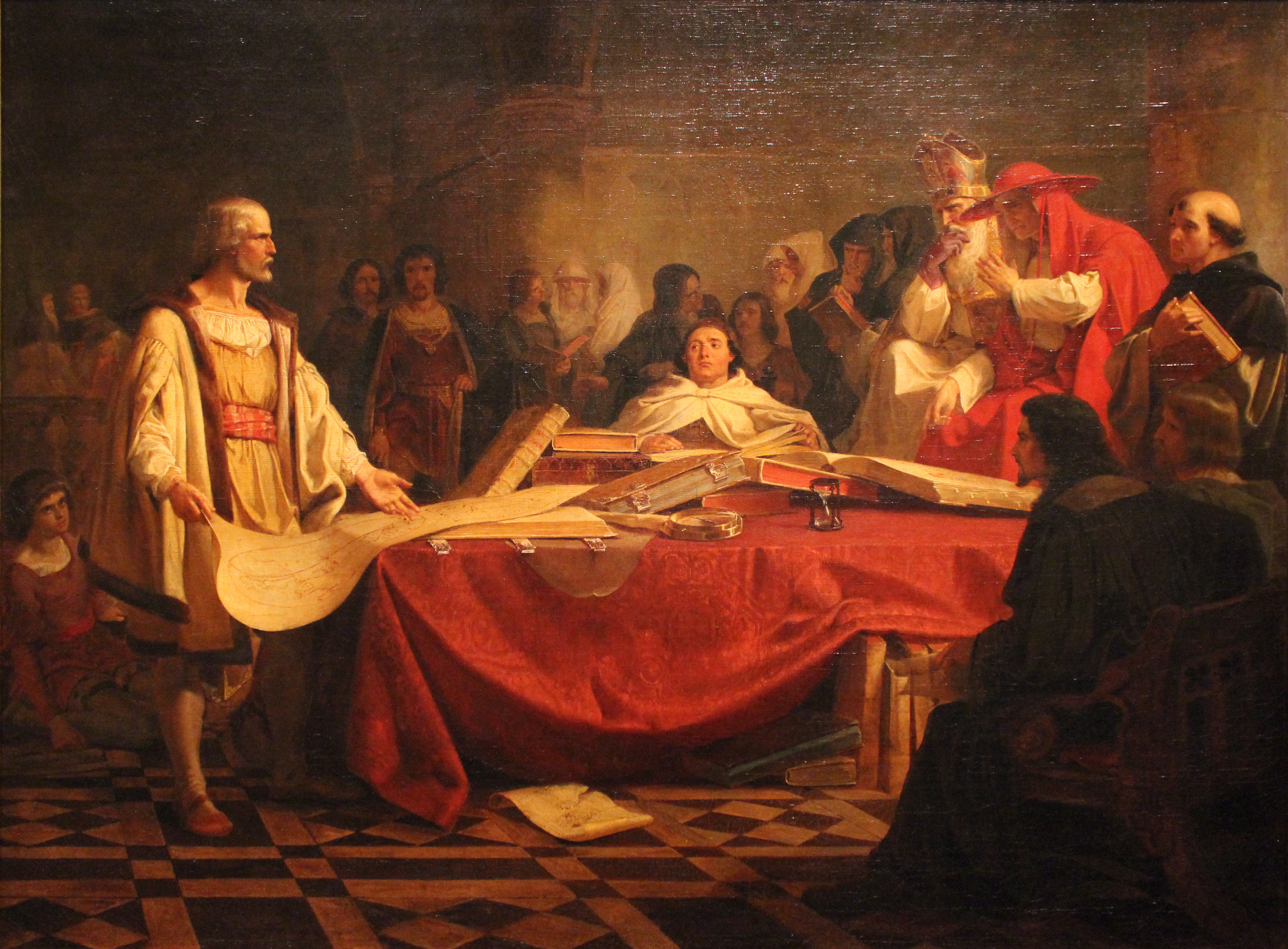
「サラマンカのコロンブス」(1841)
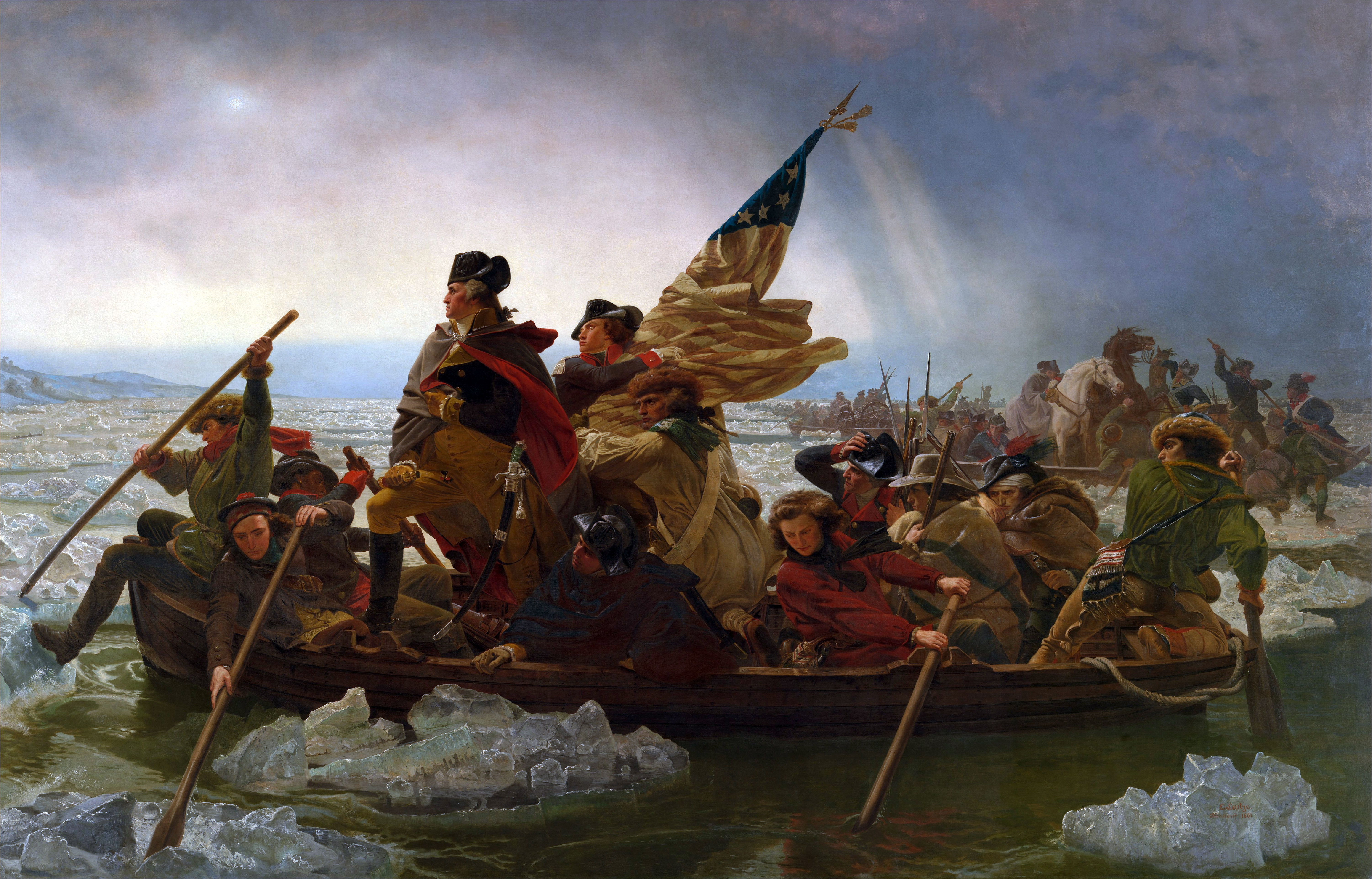
「デラウェア川を渡るワシントン」(1851)
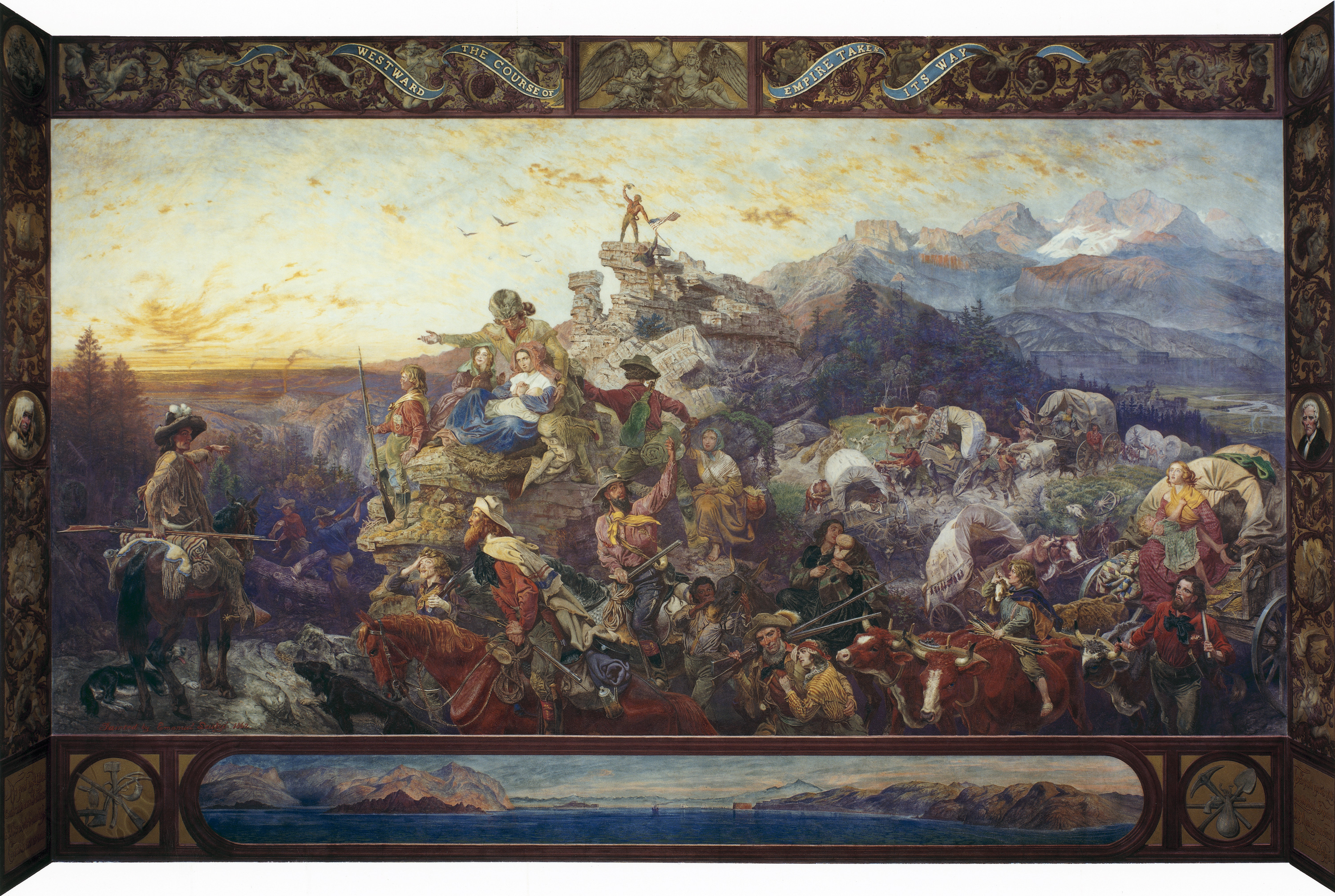
帝国の開拓者たちは西へ進む

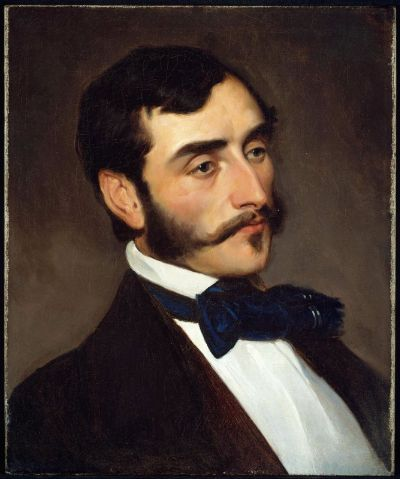
ウィリアム・モリス・ハント - 画家(1845)
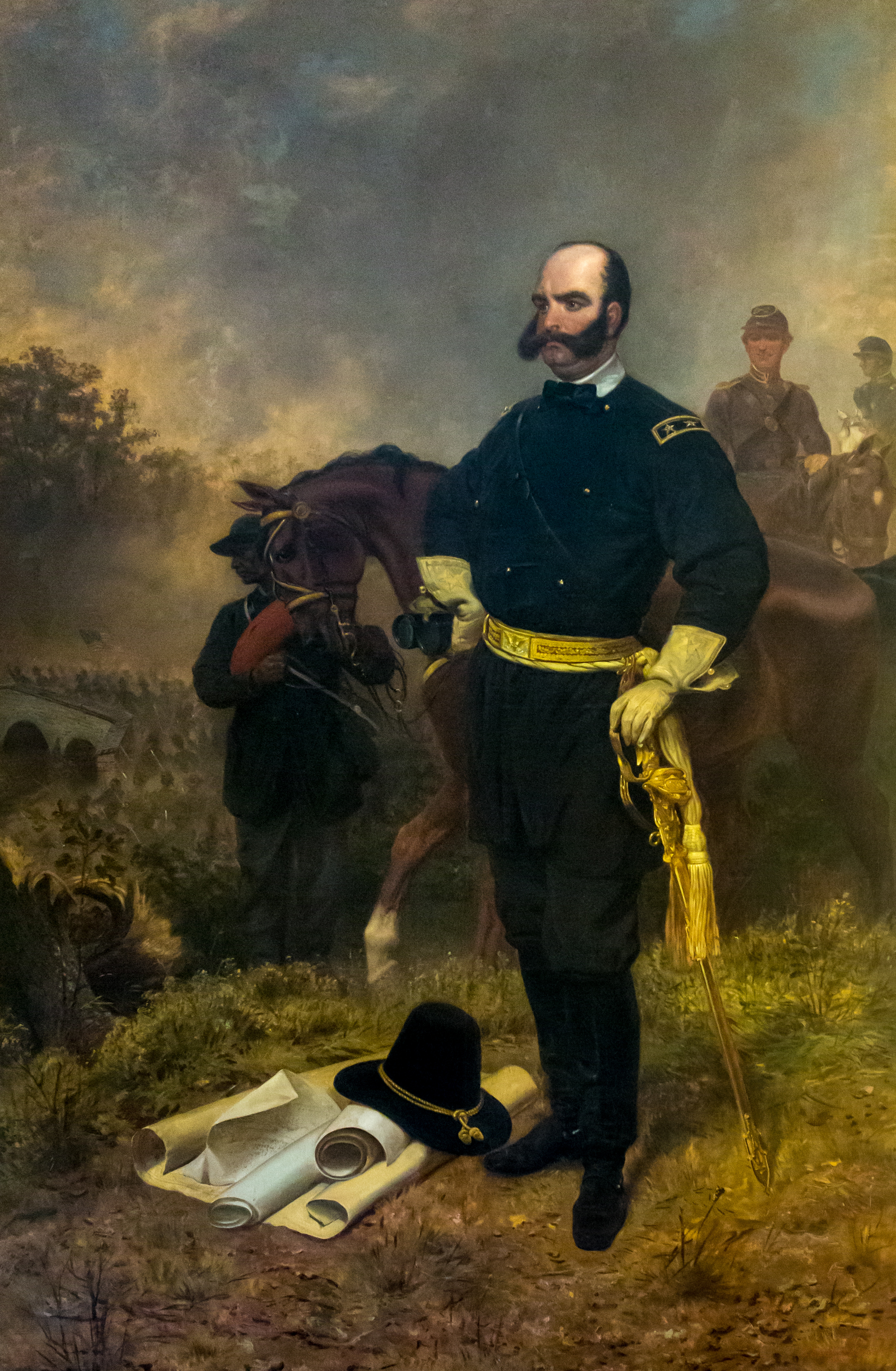
アンブローズ・バーンサイド - 軍人、実業家 (1863)
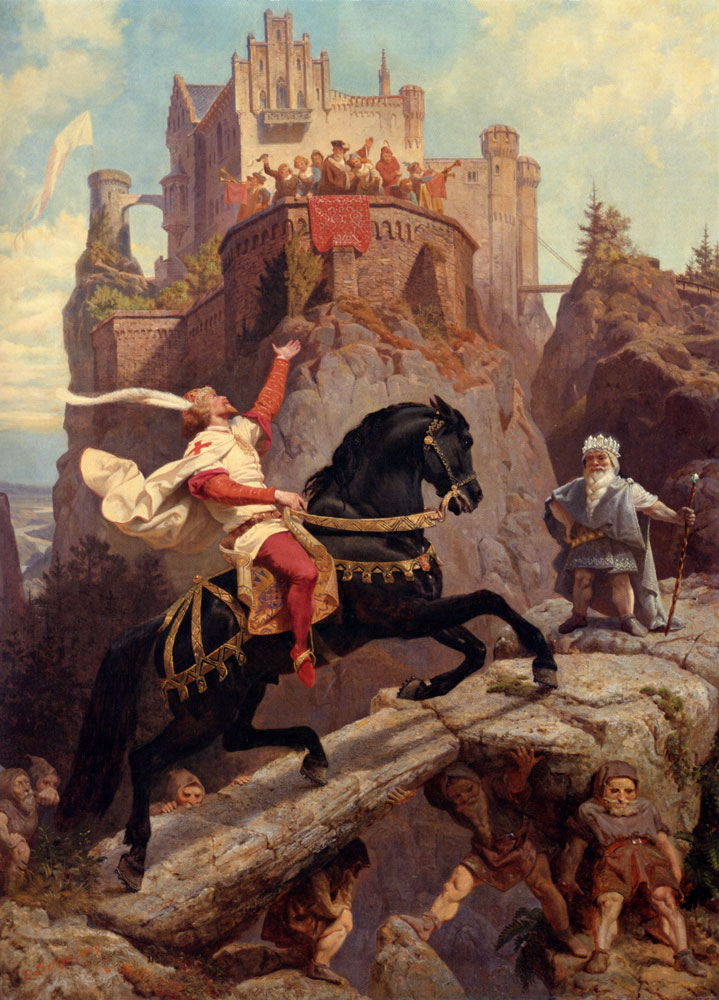
"The Knight Of Sayn And The Gnomes"　(1849)
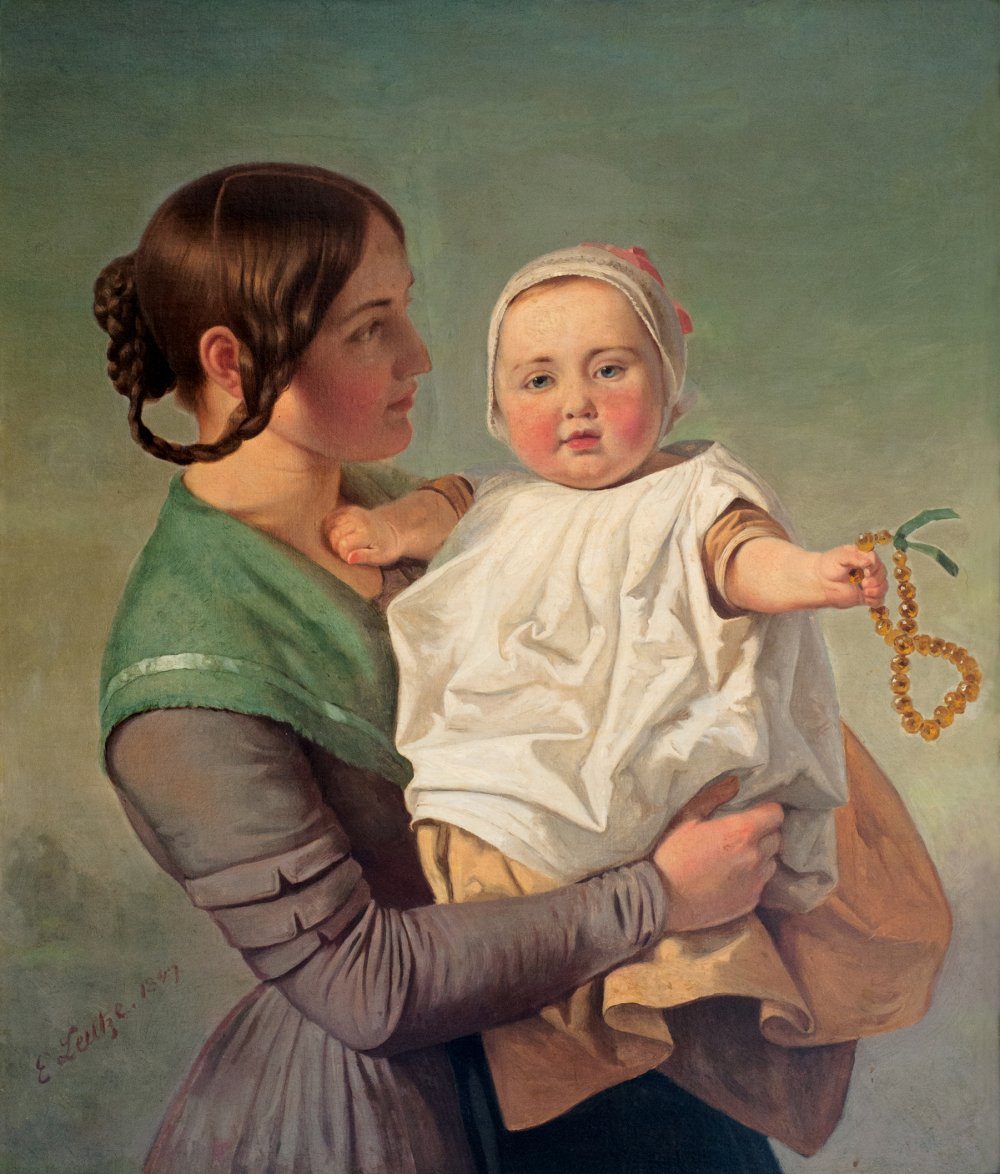